# 寄藻川
寄藻川（よりもがわ）は、大分県宇佐市を流れ、宇佐市と豊後高田市の市境で周防灘に注ぐ二級水系の本流。

## 概要
御許山の南麓に源を発し、宇佐神宮付近で東に向きを変えて、神宮の北辺を流れる。宇佐神宮の参道はこの川を越えて、神域に入る。西参道でこの川に架かる呉橋は大分県の有形文化財に指定されている。寄藻川は、宇佐神宮付近では、古来、様々な名で呼ばれており、呉橋より上流は寄藻川または呉橋川、呉橋から表参道の神橋までは月瀬川、神橋から宇佐神宮の境域付近は浅瀬川と称される。
宇佐神宮を離れると、やがて川は向きを北に変える。下流域では、国道10号、JR九州日豊本線に沿って北流する向野川や田笛川を合わせ、宇佐市と豊後高田市の境界を画す。河口では桂川と隣接して、放生会が行われる和間の浜で周防灘に注ぐ。
東征の途上の神武天皇を饗応した一柱騰宮（あしひとつあがりのみや）が造られたと『日本書紀』に記される「菟狭の川上」（うさのかわのほとり）とは、この川のほとりのことであると言われる。

## 主な支流
- 向野川
- 田笛川

## 並行する交通

### 道路
- 国道10号

## 流域の観光地
- 宇佐神宮
  - 呉橋